# 若葉郵便局
若葉郵便局（わかばゆうびんきょく）は千葉県千葉市中央区にある郵便局である。民営化前の分類では集配普通郵便局であった。

## 概要
住所：〒264-8799　千葉県千葉市中央区中央2-9-10
若葉を名乗っているが、若葉区ではなく中央区に所在する（区境に接しているわけではなく、完全に中央区内に立地している）。また、若葉区内全域を集配地域としており、自局の周辺地区を集配地域に含まない、数少ない郵便局の一つである（自局敷地内の集配は行なう）。なお、自局の周辺地区を集配地域に含まない郵便局としては、他に大宮郵便局などがある。

### 併設施設
- ゆうちょ銀行若葉店（さいたま支店若葉出張所）：取扱店番号 050010

### 分室
分室はなし。過去に存在した分室は以下のとおり。
- 小中台分室 - 1949年（昭和24年）に廃止。

### 作業所
- みつわ台郵便配達作業室 - 住所：〒264-0032 千葉県千葉市若葉区みつわ台3-12-6（千葉みつわ台郵便局に併設）
- 千城台郵便配達作業室 - 住所：〒264-0004 千葉県千葉市若葉区千城台西2-1-1（千葉千城台郵便局に併設）

## 沿革
- 1872年8月4日（明治5年7月1日） - 千葉郵便取扱所として開設[1]。
- 1873年（明治6年）10月 - 千葉郵便仮役所となる[1]。
- 1875年（明治8年）1月1日 - 千葉郵便局（二等）となる。翌日より為替取扱を開始[1]。
- 1876年（明治9年）7月3日 - 貯金取扱を開始[1]。
- 1889年（明治22年）4月1日 - 千葉郵便電信局となる[1]。
- 1903年（明治36年）4月1日 - 通信官署官制の施行に伴い千葉郵便局となる[1]。
- 1919年（大正8年）5月15日 - 等級を二等から一等に改定[2]。
- 1946年（昭和21年）2月16日 - 小中台分室を設置[3]。
- 1949年（昭和24年）11月1日 - 小中台分室を廃止[4]。
- 1956年（昭和31年）11月1日 - 電話通話事務取扱を開始。
- 1957年（昭和32年）3月11日 - 和文電報受付事務の取扱を開始。
- 1963年（昭和38年）6月 - 局舎新築落成。
- 1978年（昭和53年）10月2日 - 千葉中央郵便局の開局に伴い、千葉中（なか）郵便局に改称[5]。
- 1991年（平成3年）10月1日 - 外国通貨の両替および旅行小切手の売買に関する業務取扱を開始。
- 1992年（平成4年）4月6日 - 若葉郵便局に改称[6]。
- 2006年（平成18年）9月11日 - 野呂郵便局（〒265-8799）から集配業務を移管[7]。
- 2007年（平成19年）10月1日 - 民営化に伴い、併設された郵便事業若葉支店、ゆうちょ銀行若葉店に一部業務を移管。
- 2012年（平成24年）10月1日 - 日本郵便株式会社の発足に伴い、郵便事業若葉支店を若葉郵便局に統合。

## 取扱内容

### 若葉郵便局
- 郵便、印紙、ゆうパック、内容証明
- 生命保険、バイク自賠責保険、自動車保険 - 平日18時まで営業。
- 千葉市若葉区内全域(〒264〒265)と自店舗構内の集配業務
- ゆうゆう窓口

### ゆうちょ銀行若葉店
- 貯金、貸付、為替、振替、振込、国際送金、外貨両替、国債、投資信託、変額年金保険 - 平日16時まで営業。
- ATM

## 風景印

### 過去の風景印
- 1978年（昭和53年）10月2日 - 1992年（平成4年）4月5日
  - 表記は『千葉中』
  - 図案は『千葉城』・『中心街』・『加曽利貝塚出土品』
- 1992年（平成4年）4月6日 - 2014年（平成26年）8月20日
  - 表記は『若葉』
  - 図案は『千葉市動物公園』・『キリン』・『加曽利貝塚出土品』

## 周辺
- 千葉市中央区役所
- 千葉地方裁判所、千葉簡易裁判所、千葉家庭裁判所
- 千葉県庁
- 千葉神社
- 国道14号

## アクセス
- 千葉都市モノレール1号線 葭川公園駅から徒歩約7分
- 京成千葉線・千原線 千葉中央駅（東口）から徒歩約15分
- 千葉シティバス 広小路停留所下車
- 京葉道路 貝塚ICから南西へ約2.5km、松ヶ丘ICから北西へ約3km
- 千葉東金道路 千葉東ICから西へ約2.5km
- 国道126号沿い
- 駐車場あり：18台